# 敬惜字纸
敬惜字紙是中國文化傳統理念之一，也傳到受中國儒家文化影響的漢字文化圈其他地區。在科舉制度的影響下，出於對文化與文字的崇敬，古人認為應當對字紙，即寫有文字的紙張表示尊敬和愛惜。清朝以後，也參雜了宗教信仰和仕子對功名的追求。敬惜字紙的傳統與文昌帝君信仰有密切關係，顯示出科舉社會中士大夫階層的重要地位。

## 表現
敬惜字紙的傳統在宋代已經出現。寫有字的廢紙不可隨意丟棄踐踏、糊窗封壇或與其他廢物混雜，而需丟入字紙簍，專門收集後焚燒成灰，成為字灰，收集起來。每隔一段時間，便開壇祭造字之倉頡，然後將字灰送至大江大海，稱為「送字灰」或「送字紙」。
相應地，亦出現了專為焚燒字紙的「惜字塔」，以及專門收集字紙舊書加以焚化的惜字會。清朝有大量的《惜字律》，勸人敬惜字紙。各類勸善書、筆記小說都有勸諭惜字紙的故事。清《惜字律》的主要著眼點是「敬惜」寫出或印出的文字，然也有刻本更側重於勸導人們在寫字時要下筆矜慎，不要損害別人，如清光緒十年刻本《惜字新編》。

## 惜字塔
惜字塔又名惜字樓、字形檔塔、聖蹟亭、敬字亭等等，見於漢地和琉球，用於將收集的廢紙殘書焚燒。

## 惜字律
明清時期開始出現勸人敬惜字紙的勸善書，大多名曰《惜字律》，如清光緒十三年的刻本：《文昌帝君惜字律》以及《文昌惜字功過律》、《惜字新編》、《惜字征驗錄》等。其中結合佛教因果報應的理念，加傳言以舉例。如《惜字律》便分「敬字紙功例」和「慢字紙功例」分述惜字紙的善報和怠慢字紙的惡報。《文昌惜字功過律》則分「惜字功律二十四條」及「褻字罪律二十九條」，如「平生偏拾字紙至家，香水浴焚者。萬功。增壽一紀。長享富貴。子孫榮貴。」、「見人作踐字紙。能以素紙換焚。或以他物換焚者。五十功。百病不生。轉禍為福。」、「生平不輕筆亂寫，塗抹好書者。十功。永無凶事。」，「字紙糊窗墊，褙屏表書者。定冤枉不明。」、「己身不敬字紙經書。又不訓教子弟，遞相輕侮者。一百罪。惡瘡遍體。生癡聾暗啞。」之後又有「惜字懈災」、「埋葬字灰子孫顯貴」、「污褻字紙致遭兵燹」等各色事例，說明敬惜字紙之重要。
除此之外，各類佛道經典、家訓以至筆記小說，都有類似的勸諭故事。著名的有宋人王曾因其父「敬惜字紙十幾年」而成宰相之事：「王沂公名曾，其父見字紙遺墜，必掇拾，以香湯洗而燒之。一夕，夢至聖拊其背曰：『汝何敬重吾字紙之勤耶！恨汝老矣，無可成就，當令曾參來生汝家，顯大門戶。』果生沂公，因名曾。狀元名相。」又如《西湖二集》中的第四卷《愚郡守玉殿生春》，講述宋宰相趙雄少時愚魯，因靠敬惜字紙而能踏身仕途。

## 惜字會
有些地方組織有惜字會（或文昌會）勸人敬惜字紙，人們自願義務上街收集字紙。也有的由地方政府、大富人家或祠廟宮觀出資雇專人收集。除每日雇人沿街收取外，每月還定期收買各種廢紙、舊書、淫書，然後匯總火焚或投入江中。

## 字紙祭
臺灣高雄美濃地區廣善堂自1920年起於每年農曆元月初九與聖蹟會結合舉辦「字紙祭」，以客家八音帶領群眾至美濃溪畔將經燃燒之字紙灰燼後傾倒入河水中，透過河神將崇敬心意上達天聽。

## 百衲屛
朝鮮古代士人會將寫剩下的紙片收集起來，寫成不同作品並交融起來，將數十件紙片作品拼成一個屏風，叫百衲屏                                             。